# Beseat Kiflé Selassié
Pour les articles homonymes, voir Selassié.
Beseat Kiflé Selassié, né en 1941 à Debre Berhan et mort le 3 août 2019, est un universitaire éthiopien. Spécialiste d'Arthur Rimbaud et d'Aimé Césaire, il effectue une carrière à l'Unesco, où il est notamment directeur du patrimoine puis directeur du Fonds international pour la promotion de la culture.

## Famille et jeunesse
Beseat Kiflé Selassié naît en 1941 à Debre Berhan, au sein d'une famille de l'Église orthodoxe éthiopienne. Il est le neveu de Shewareged Gedle, qui s'illustre durant la seconde guerre italo-éthiopienne et créant et dotant une structure de soins aux blessés, puis par des hauts faits d'armes. Il fait notamment durant son adolescence une formation de « petit diacre ». Il apprend l'amharique mais aussi, au sein du lycée français d'Addis-Abeba, la littérature occidentale. À l'âge adulte, il part suivre des études de philosophie à la Sorbonne, qui le mènent jusqu'au doctorat,.

## Carrière universitaire et journalistique
Il se spécialise ensuite dans la poésie d'Arthur Rimbaud et celle d'Aimé Césaire. Toutefois, son positionnement intellectuel très ouvert fait de lui « un spécialiste de l’interdisciplinarité, [… qui se distingue] par sa capacité à traverser différents champs : l’art, la poésie et la littérature » selon le philosophe Lazare Ki-Zerbo.
En parallèle de ses cours de littérature, il exerce en tant que journaliste, couvrant notamment l'élection présidentielle américaine de 1968 et rencontrant à cette occasion Martin Luther King. Il fonde en 1970 la première agence de presse éthiopienne, Multi Media Africa.
Après la révolution éthiopienne de 1974, il quitte l'Éthiopie pour la France et prend ses fonctions à l'université ainsi qu'à l'Unesco.

## Responsabilités à l'UNESCO
Sous les présidences de René Maheu, Amadou-Mahtar M'Bow et Federico Mayor Zaragoza, Beseat Kiflé Selassié travaille à l'UNESCO, où il est successivement nommé directeur du patrimoine puis directeur du Fonds international pour la promotion de la culture,.

## Œuvre

### Ouvrages publiés
- Beseat Kiflé Selassié, Plus n'est pas mieux : l'opinion publique occidentale et les évènements éthiopiens de février à décembre 1974 : Le cas de la France et de la Grande-Bretagne [thèse de doctorat], Paris, Université Paris-Sorbonne, 1976, 111 p. (OCLC 690810403, SUDOC 143417568)
- Beseat Kiflé Selassié, Déstabilisation et dictature militaire : [thèse de science politique], Paris, Université Paris-Sorbonne, 1978, 136 p.
- Beseat Kiflé Selassié, Nuit et grêle, Paris, Nubia, 1981, 79 p. (ISBN 978-2-85586-016-9, OCLC 461630806, BNF 34767214)

### Publications de l'UNESCO et articles
- Beseat Kiflé Selassié, « Convaincre, contrôler ou contraindre ? systèmes et mécanismes de contrôle du pouvoir en Afrique », Présence africaine, vol. 1983, nos 127-128,‎ 1983, p. 79-113
- Beseat Kiflé Selassié, « Itinéraires africains chez Picasso », Le Courrier de l’Unesco, vol. XXXII,‎ 1980, p. 29-31
- Beseat Kiflé Selassié, « La dimension culturelle des futures relations entre l’Afrique et l’Amérique : l’essentiel et l’accessoire », dans Elikia M'Bokolo, L'Afrique entre l'Europe et l'Amérique : Le rôle de l'Afrique dans la rencontre de deux mondes (1492-1992), Paris, Unesco, 1995, 169-185 p. (ISBN 978-9232031495)
- Beseat Kiflé Selassié et Amadou-mahtar M'bow, Le consensus et la paix, Paris, Unesco, 1980, 238 p. (ISBN 978-92-3-201851-9, OCLC 683420217)
- Beseat Kiflé Selassié, Honorat Aguessy, Sorie Conteh et Cheikh Anta Diop, L’affirmation de l’identité culturelle et de la formation de la conscience nationale dans l’Afrique contemporaine, Paris, Unesco, coll. « Introduction à la culture africaine » (no 5), 1981, 236 p. (ISBN 978-92-3-201880-9, OCLC 12718817)
- Beseat Kiflé Selassié, « Mahi Binebine : l'artiste et l'homme », dans Collectif, Mahi Binebine, Casablanca, Art Point, 2011, 201-207 p. (ISBN 978-9954-30-488-4, OCLC 948978827)